# عودة طاقية الإخفاء (فلم)
عودة طاقية الإخفاء هو فيلم مصري تم إنتاجه عام 1946، إخراج محمد عبد الجواد و بطولة أميرة أمير ومحمود إسماعيل.

## فريق العمل
إخراج: محمد عبد الجواد
تأليف:
- محمود ذو الفقار
- عزيزة أمير
- عباس كامل
- أبو السعود الإبياري

بطولة:
- أميرة أمير
- محمود إسماعيل
- محمود شكوكو
- بشارة واكيم
- هاجر حمدي
- شفيق جلال
- فردوس محمد
- عبد الفتاح القصري
- رياض القصبجي
- حسن كامل

## روابط خارجية
- مقالات تستعمل روابط فنية بلا صلة مع ويكي بيانات